# 郎大忠
郎大忠（1933年—2025年1月30日），云南盈江人。中华人民共和国政治人物。
1955年，任中共盈江县委副书记、盈江县县长。1983年，任中国共产党德宏傣族景颇族自治州委员会书记。1989年连任。1992年，任中共云南省委常委、云南省政协副主席。